# Medalia „Pentru servicii excepționale în apărarea ordinii publice” (Transnistria)

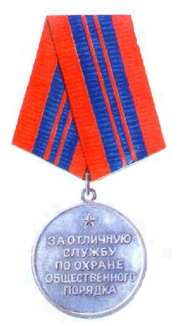
Medalia "Pentru servicii excepţionale în apărarea ordinii publice"

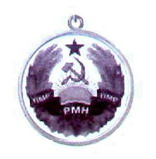
Reversul medaliei "Pentru servicii excepţionale în apărarea ordinii publice"

Medalia "Pentru servicii excepționale în apărarea ordinii publice" (în rusă Медаль "За отличную службу по охране общественного порядка") este una dintre decorațiile auto-proclamatei Republici Moldovenești Nistrene. Ea a fost înființată prin decret al președintelui RMN, Igor Smirnov.

## Statut
1. Cu Medalia "Pentru servicii excepționale în apărarea ordinii publice" sunt decorați:
a) lucrătorii organelor de afaceri interne și militarii trupelor Ministerului Afacerilor Interne a Republicii Moldovenești Nistrene, pentru:
1) merite operative în apărarea legii și controlul criminalității;
2) vitejie și devotament, dovedite în lichidarea grupărilor de criminalitate organizată sau în arestarea infractorilor;
3) îndrăzneala dovedită în prevenirea, suprimarea și rezolvarea infracțiunilor;
4) operațiunea activă de eliminare a cauzelor și condițiilor, care au facilitat dezvoltarea infracționalității;
5) organizarea eficientă a activității organelor și subdiviziunilor Ministerului Afacerilor Interne, precum și al trupelor de apărare a legii, ordinii publice și de combatere a infracționalității;
b) cetățenii Republicii Moldovenești Nistrene, reprezentanți ai instituțiilor publice, pentru participarea activă la apărarea legii și a ordinii și la combaterea infracționalității, dovedind vitejie și devotament;
c) cetățenii străini care au acordat asistență în inițierea și investigarea criminalității organizate la nivel înalt, pe teritoriul Republicii Moldovenești Nistrene, precum și pentru interacțiunea activă cu agențiile de protejare a legii din Republica Moldovenească Nistreană în lupta cu crima organizată, în prinderea și arestarea infractorilor, care se ascundeau de organele de anchetă și justiție.
2. Medalia "Pentru servicii excepționale în apărarea ordinii publice" se poartă pe partea stângă a pieptului și când deținătorul are și alte medalii, este aranjată după Medalia "Participant la operațiunile de menținere a păcii din Transnistria".

## Descriere
Medalia "Pentru servicii excepționale în apărarea ordinii publice" are formă de cerc cu diametrul de 32 mm și este confecționată din metal L-63, placat cu argint. În partea centrală a aversului medaliei se află inscripția în relief pe cinci linii "За отличную службу по охране общественного порядка" ("Pentru servicii excepționale în apărarea ordinii publice"), acoperită cu smalț emailat roșu. În partea de sus a medaliei se află un asterisc pentagonal convex. Marginile aversului sunt convexe. Pe reversul medaliei se află în centru stema Republicii Moldovenești Nistrene. Reversul are margini convexe.
Medalia este prinsă printr-o ureche de o panglică pentagonală de mătase lucioasă, având o lățime de 24 mm. Panglica are la extremități două benzi roșii cu lățimea de câte 5 mm fiecare și în mijloc trei benzi albastre și două benzi roșii (cele roșii au lățimea de 1 mm). Pe reversul panglicii se află o agrafă pentru prinderea decorației de haine.